# Goetheana pushkini
Goetheana pushkini  (лат.) — вид паразитических наездников рода Goetheana из семейства эвлофиды (Eulophidae). Встречаются в Восточной Азии (Южная Корея, Япония).

## Описание
Очень мелкие хальцидоидные наездники (длина тела менее 0,7 мм, длина переднего крыла 0,4 мм), эндопаразитоиды личинок трипсов семейства Thripidae. Окраска головы и груди от коричневой до темно-коричневой, брюшко от оранжевого до оранжево-жёлтого цвета, ноги и усики светло-коричневые. Скапуса усика самцов немного расширен (соотношение длины и ширины от 1,6:1 до 2:1). Передние крылья очень узкие с длинными щетинками, длина которых превышает максимальную ширину крыловой мембраны. Булава усиков 3-члениковая. Скутеллюм с 1 парой дорзальных щетинок.
Вид Goetheana pushkini найден на трипсах (Thysanoptera) Pseudodendrothrips mori (на растениях из семейства Тутовые). Вид был впервые описан в 2005 году энтомологом Сергеем Владимировичем Тряпицыным (Entomology Research Museum, Department of Entomology, Калифорнийский университет в Риверсайде, Калифорния, США) и назван в честь Александра Сергеевича Пушкина.